# Paço Episcopal de Portalegre
O Paço Episcopal de Portalegre localiza-se contíguo à Sé Catedral de Portalegre, na atual freguesia da Sé e São Lourenço, na cidade e no Município de Portalegre, no Distrito de Portalegre, em Portugal.

## História
Foi fundado pelo terceiro bispo da Diocese de Portalegre, D. Frei Amador Arrais, nos primeiros anos do seu mandato, sendo possivelmente uma construção do final do século XVI.
Em 1754, sob a orientação de D. João de Azevedo foi ampliado e restaurado.
As janelas do Paço Episcopal ostentam uma ornamentação entre o naturalista e o estilizado. Sobre a porta principal tem um escudo esquartelado de águias e estrelas, encimado por um chapéu episcopal, cujas borlas acompanham o escudo de ambos os lados.
O brasão é do Bispo D. Frei João de Azevedo, 15º prelado e que tomou posse do sólio desta catedral em 1748. Por baixo do brasão existe uma inscrição latina, que traduzida diz a casa antiga que senhor tão diferente, agora vos ocupa! Ano de 1754.
Nesta casa, onde funcionou o Cartório da Câmara Eclesiástica, o portal é setecentista.